# Charles Gordon Curtis

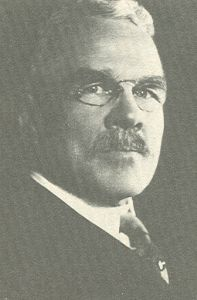
Charles Gordon Curtis (ok.1910 r.)

Charles Gordon Curtis (ur. 20 kwietnia 1860 w Bostonie, zm. 10 marca 1953 w Central Islip) – amerykański wynalazca, inżynier i przemysłowiec. Opatentował gazową turbinę cieplną zw. Turbiną Curtisa. 

## Życiorys
Charles Gordon Curtis urodził się 20 kwietnia 1860 r. w Bostonie w stanie Massachusetts. W 1881 r. zdobył dyplom inżyniera budownictwa lądowego na Uniwersytecie Columbia w Nowym Jorku. W następnych latach uzyskał tytuł prawnika na wydziale prawa. Pracował przez kilka lat jako rzecznik patentowy. 
W 1891 r. założył przedsiębiorstwo produkujące silniki i wentylatory elektryczne. Turbina parowa Curtisa została opatentowana przez Curtisa w 1896 r. Po dziś dzień jest używana w okrętach wojennych czy liniowcach oceanicznych. Prawa do niej odsprzedał dla General Electric. Curtisowi przypisuje się również wynalezienie pierwszej amerykańskiej turbiny gazowej.
Został odznaczony nagrodą Holley Medal przez Amerykańskie Stowarzyszenie Inżynierów Mechaników w 1950 roku.
Zmarł 10 marca 1953 r. w Central Islip w stanie Nowy Jork.